# Palliduphantes florentinus
Palliduphantes florentinus là một loài nhện trong họ Linyphiidae.
Loài này thuộc chi Palliduphantes. Palliduphantes florentinus được Lodovico di Caporiacco miêu tả năm 1947.